# Sebastián Viera
Sebastián Viera, właśc. Diego Sebastián Viera Galaín (ur. 3 lipca 1983 we Floridzie) – piłkarz urugwajski grający na pozycji bramkarza.

## Kariera klubowa
Viera jest wychowankiem małego klubu Club Atlético Quilmes wywodzącego się z jego rodzinnego miasta Florida, a następnie był piłkarzem Club Atlético de Florida. W 2003 roku trafił do stołecznego klubu o nazwie Club Nacional de Football. W pierwszym sezonie był rezerwowym dla reprezentanta kraju Gustavo Munúy i nie rozegrał żadnego spotkania, a w Primera División zadebiutował w 2004 roku i bronił wówczas na przemian z Jorge Bavą. W tym samym roku wywalczył mistrzostwo fazy Apertura, a w 2005 roku doprowadził zespół do mistrzostwa kraju.
W sierpniu 2005 Viera był bliski przejścia do Arsenalu, jednak menedżer Arsène Wenger zrezygnował z transferu, gdy Urugwajczyk nie przeszedł pomyślnie testów medycznych. Ostatecznie pod koniec okna transferowego przeszedł do Villarrealu CF, gdzie stał się pierwszym bramkarzem zastępując odchodzącego do Liverpoolu José Manuela Reinę. W Primera División zadebiutował 11 września w zremisowanym 1:1 meczu z Sevillą. W lidze zajął z klubowymi kolegami 7. miejsce, a w Lidze Mistrzów dotarł aż do półfinału, jednak Hiszpanie okazali się gorsi od Arsenalu. W sezonie 2006/2007 doprowadził Villarreal do 5. pozycji w La Liga.
W 2011 roku Viera przeszedł do Atlético Junior. W tym samym roku został z nim mistrzem Kolumbii.
| Sezon   | Klub                      | Kraj      | Rozgrywki           | Mecze | Bramki |
| ------- | ------------------------- | --------- | ------------------- | ----- | ------ |
| 2003    | Club Nacional de Football | Urugwaj   | Primera División    | 0     | 0      |
| 2004    | Club Nacional de Football | Urugwaj   | Primera División    | 10    | 0      |
| 2005    | Club Nacional de Football | Urugwaj   | Primera División    | 16    | 0      |
| 2005/06 | Villarreal CF             | Hiszpania | Primera División    | 29    | 0      |
| 2006/07 | Villarreal CF             | Hiszpania | Primera División    | 28    | 0      |
| 2007/08 | Villarreal CF             | Hiszpania | Primera División    | 18    | 0      |
| 2008/09 | Villarreal CF             | Hiszpania | Primera División    | 0     | 0      |
| 2009/10 | AE Larisa                 | Grecja    | Superleague Ellada  | 14    | 0      |
| 2010/11 | AE Larisa                 | Grecja    | Superleague Ellada  | 6     | 0      |
| 2011    | Atlético Junior           | Kolumbia  | Categoría Primera A | 28    | 0      |
| 2012    | Atlético Junior           | Kolumbia  | Categoría Primera A | 40    | 0      |
| 2013    | Atlético Junior           | Kolumbia  | Categoría Primera A |       |        |

## Kariera reprezentacyjna
W reprezentacji Urugwaju Viera zadebiutował 18 lipca 2004 roku w wygranym 3:1 meczu 1/4 Copa América 2004 z Paragwajem (wystąpił zamiast Luisa Barbata). Z Urugwajem przywiózł brązowy medal z tej imprezy.